# Discografia dei Queen
Questa è la discografia dei Queen, gruppo musicale britannico formatosi nel 1970.
Il gruppo ha venduto circa 300 milioni di album; di questi 41 milioni sono stati venduti negli Stati Uniti, 18,7 milioni nel Regno Unito, e 11 milioni in Germania.

## Album in studio
| Anno | Titolo                                                                                      | Posizione | Posizione | Posizione | Posizione | Posizione | Posizione | Posizione | Posizione | Posizione | Posizione | Posizione | Certificazioni |
| Anno | Titolo                                                                                      | GB        | AUS       | AUT       | FRA       | GER       | GIA       | ITA       | PB        | NOR       | SVE       | US        | Certificazioni |
| ---- | ------------------------------------------------------------------------------------------- | --------- | --------- | --------- | --------- | --------- | --------- | --------- | --------- | --------- | --------- | --------- | --- |
| 1973 | Queen - Pubblicato: 13 luglio 1973 - Etichetta: EMI, Elektra Records                        | 24        | 77        | —         | —         | —         | 52        | —         | —         | —         | —         | 83        | - POL: Platino - GB: Oro - US: Oro |
| 1974 | Queen II - Pubblicato: 8 marzo 1974 - Etichetta: EMI, Elektra Records                       | 5         | 79        | —         | —         | —         | 26        | —         | —         | 19        | —         | 49        | - POL: Platino - GB: Oro |
| 1974 | Sheer Heart Attack - Pubblicato: 8 novembre 1974 - Etichetta: EMI, Elektra Records          | 2         | 19        | —         | 6         | —         | 23        | —         | 7         | 9         | —         | 12        | - GB: Platino - JPN: Platino - POL: Platino - US: Oro - PB: Oro |
| 1975 | A Night at the Opera - Pubblicato: 21 novembre 1975 - Etichetta: EMI, Elektra Records       | 1         | 1         | 9         | 16        | 5         | 9         | —         | 1         | 4         | 11        | 4         | - US: 3× Platino - POL: 2x Platino - ARG: Platino - CAN: Platino - GB: Platino - GER: Platino - AUT: Oro - FIN: Oro - ITA: Oro - JPN: Oro |
| 1976 | A Day at the Races - Pubblicato: 10 dicembre 1976 - Etichetta: EMI, Elektra Records         | 1         | 8         | 8         | —         | 10        | 1         | —         | 1         | 3         | 8         | 5         | - CAN: Platino - JPN: Platino - POL: Platino - US: Platino - GB: Oro - GER: Oro |
| 1977 | News of the World - Pubblicato: 28 ottobre 1977 - Etichetta: EMI, Elektra Records           | 4         | 8         | 9         | 1         | 7         | 3         | —         | 1         | 4         | 9         | 3         | - US: 4× Platino - CAN: 3× Platino - GER: Platino - PB: Platino - POL: Platino - SVI: Platino - FRA: Oro - GB: Oro |
| 1978 | Jazz - Pubblicato: 10 novembre 1978 - Etichetta: EMI, Elektra Records                       | 2         | 15        | 8         | 7         | 5         | 5         | —         | 3         | 6         | 6         | 6         | - PB: Platino - POL: Platino - SVI: Platino - US: Platino - AUT: Oro - FRA: Oro - GB: Oro - GER: Oro |
| 1980 | The Game - Pubblicato: 30 giugno 1980 - Etichetta: EMI, Elektra Records                     | 1         | 11        | 5         | 17        | 2         | 5         | 10        | 1         | 2         | 7         | 1         | - US: 4× Platino - POL: Platino - AUT: Oro - ESP: Oro - GB: Oro - GER: Oro - PB: Oro |
| 1980 | Flash Gordon - Pubblicato: 8 dicembre 1980 - Etichetta: EMI, Elektra Records                | 10        | 29        | 1         | —         | 2         | 12        | —         | 7         | 25        | 29        | 23        | - GB: Oro - POL: Platino |
| 1982 | Hot Space - Pubblicato: 21 maggio 1982 - Etichetta: EMI, Elektra Records                    | 4         | 15        | 1         | 7         | 5         | 6         | 9         | 1         | 3         | 4         | 22        | - POL: Platino - AUT: Oro - GB: Oro - US: Oro |
| 1984 | The Works - Pubblicato: 27 febbraio 1984 - Etichetta: EMI, Capitol Records                  | 2         | 12        | 2         | 14        | 3         | 7         | 4         | 1         | 2         | 3         | 23        | - AUT: Platino - CAN: Platino - GB: Platino - GER: Platino - POL: Platino - SVI: Platino - ESP: Oro - PB: Oro - US: Oro |
| 1986 | A Kind of Magic - Pubblicato: 2 giugno 1986 - Etichetta: EMI, Capitol Records               | 1         | 12        | 3         | 6         | 4         | 25        | 13        | 2         | 5         | 9         | 46        | - POL: 3x Platino - GB: 2× Platino - SVI: 2× Platino - AUT: Platino - ESP: Platino - GER: 3× Oro - FRA: Oro - US: Oro |
| 1989 | The Miracle - Pubblicato: 22 maggio 1989 - Etichetta: Parlophone/EMI, Capitol Records       | 1         | 4         | 1         | 11        | 1         | 23        | 3         | 1         | 2         | 6         | 24        | - ESP: Platino - GB: Platino - GER: Platino - PB: Platino - POL: Platino - SVI: Platino - AUS: Oro - AUT: Oro - FIN: Oro - FRA: Oro |
| 1991 | Innuendo - Pubblicato: 5 febbraio 1991 - Etichetta: Parlophone/EMI, Hollywood Records       | 1         | 6         | 2         | 9         | 1         | 17        | 1         | 1         | 8         | 1         | 30        | - PB: 2× Platino - SVI: 2× Platino - AUT: Platino - ESP: Platino - FRA: Platino - GB: Platino - GER: Platino - POL: Platino - ARG: Oro - CAN: Oro - FIN: Oro - ITA: Oro - US: Oro                                                                 |
| 1995 | Made in Heaven - Pubblicato: 6 novembre 1995 - Etichetta: Parlophone/EMI, Hollywood Records | 1         | 3         | 1         | 2         | 1         | 10        | 1         | 1         | 2         | 1         | 58        | - PB: 5× Platino - SVI: 5× Platino - ESP: 4× Platino - GB: 4× Platino - GER: 3× Platino - ARG: 2× Platino - AUT: 2× Platino - FRA: 2× Platino - CAN: Platino - DAN: Platino - FIN: Platino - JPN: Platino - NOR: Platino - POL: Platino - US: Oro |

## Album dal vivo
| Anno | Titolo | Posizione | Posizione | Posizione | Posizione | Posizione | Posizione | Posizione | Posizione | Posizione | Posizione | Posizione | Certificazioni                                                                             |
| Anno | Titolo | GB        | AUS       | AUT       | FRA       | GER       | ITA       | GIA       | PB        | SVE       | SVI       | US        | Certificazioni                                                                             |
| ---- | --- | --------- | --------- | --------- | --------- | --------- | --------- | --------- | --------- | --------- | --------- | --------- | ------------------------------------------------------------------------------------------ |
| 1979 | Live Killers - Registrato: gennaio/marzo 1979 - Pubblicato: 26 giugno 1979 - Etichetta: Parlophone/EMI, Hollywood Records                              | 3         | 25        | 3         | —         | 4         | —         | 9         | 9         | 15        | 34        | 16        | - US: 2× Platino - POL: Platino - AUT: Oro - GB: Oro - GER: Oro - SVI: Oro                 |
| 1986 | Live Magic - Registrato: 11, 12 & 27 luglio e 9 agosto 1986 - Pubblicato: 1º dicembre 1986 - Etichetta: Parlophone/EMI, Hollywood Records              | 3         | 51        | 13        | —         | 15        | 22        | 49        | 24        | 50        | 26        | —         | - GB: Platino - POL: Platino - SVI: Platino - AUT: Oro - ARG: Oro - GER: Oro               |
| 1989 | At the Beeb - Registrato: 5 febbraio & 3 dicembre 1973 - Pubblicato: 4 dicembre 1989 - Etichetta: Band of Joy Records, Hollywood Records               | 67        | —         | —         | —         | —         | —         | —         | —         | —         | —         | —         |                                                                                            |
| 1992 | Live at Wembley '86 - Registrato: 12 luglio 1986 - Pubblicato: 26 maggio 1992 - Etichetta: Parlophone/EMI, Hollywood Records                           | 2         | —         | 6         | 2         | 20        | 1         | 81        | 12        | 29        | 6         | 53        | - GB: Platino - FRA: Platino - POL: Platino - US: Platino - AUT: Oro - GER: Oro - SVI: Oro |
| 2004 | Queen on Fire - Live at the Bowl - Registrato: 5 giugno 1982 - Pubblicato: 4 novembre 2004 - Etichetta: Parlophone/EMI, Hollywood Records              | 20        | —         | 23        | 75        | 10        | 15        | 85        | 74        | —         | 52        | —         | - GER: Platino - POL: Platino - AUT: Oro - GB: Oro                                         |
| 2007 | Queen Rock Montreal - Registrato: 24 e 25 novembre 1981 - Pubblicato: 29 ottobre 2007 - Etichetta: Parlophone/EMI, Hollywood Records                   | 20        | —         | 25        | 111       | 17        | 13        | —         | 54        | —         | 27        | —         |                                                                                            |
| 2012 | Hungarian Rhapsody: Live in Budapest - Registrato: 27 luglio 1986 - Pubblicato: 5 novembre 2012 - Etichetta: Island/Universal, Hollywood Records       | —         | —         | —         | 102       | 23        | 29        | —         | 44        | —         | —         | —         |                                                                                            |
| 2014 | Live at the Rainbow '74 - Registrato: 31 marzo e 19/20 novembre 1974 - Pubblicato: 8 settembre 2014 - Etichetta: Virgin Records/EMI, Hollywood Records | 11        | —         | 12        | —         | 9         | 15        | —         | 7         | —         | 19        | 66        |                                                                                            |
| 2015 | A Night at the Odeon - Registrato: 24 dicembre 1975 - Pubblicato: 20 novembre 2015 - Etichetta: Virgin Records/EMI, Hollywood Records                  | 40        | 3         | 57        | 118       | 34        | —         | —         | 28        | —         | 31        | —         |                                                                                            |

## Compilation
| Anno | Titolo | Posizione | Posizione | Posizione | Posizione | Posizione | Posizione | Posizione | Posizione | Posizione | Posizione | Posizione | Certificazioni |
| Anno | Titolo | GB        | AUS       | AUT       | FRA       | GER       | ITA       | GIA       | PB        | SVE       | SVI       | US        | Certificazioni |
| ---- | --- | --------- | --------- | --------- | --------- | --------- | --------- | --------- | --------- | --------- | --------- | --------- | --- |
| 1981 | Greatest Hits - Pubblicato: 2 novembre 1981 - Etichetta: Parlophone/EMI, Hollywood Records                                  | 1         | 2         | 1         | 5         | 1         | 35        | 9         | 1         | 21        | 5         | 11        | - GB: 20x Platino - AUS: 15x Platino - US: 9× Platino - SVI: 5x Platino - AUT: 4x Platino - ARG: 3x Platino - CAN: 3x Platino - FIN: Platino - ITA: Platino - PB: Platino - GER: 7x Oro - FRA: Oro - POL: Oro |
| 1991 | Greatest Hits II - Pubblicato: 28 ottobre 1991 - Etichetta: Parlophone/EMI, Hollywood Records                               | 1         | 4         | 1         | 1         | 2         | 1         | 34        | 1         | 2         | 1         | —         | - ARG: Diamante - FRA: Diamante - GB: 13x Platino - AUS: 8x Platino - PB: 5x Platino - SVI: 5x Platino - AUT: 4x Platino - FIN: 2x Platino - ITA: Platino - GER: 9x Oro                                       |
| 1992 | Classic Queen - Pubblicato: 10 marzo 1992 - Etichetta: Hollywood Records                                                    | —         | —         | —         | —         | —         | —         | —         | —         | —         | —         | 4         | - CAN: 5x Platino - US: 3× Platino |
| 1997 | Queen Rocks - Pubblicato: 3 novembre 1997 - Etichetta: Parlophone/EMI, Hollywood Records                                    | 7         | —         | 16        | —         | 12        | —         | 22        | 14        | 51        | 16        | —         | - GB: Platino - AUS: Oro - FRA: Oro - SPA: Oro |
| 1999 | Greatest Hits III - Pubblicato: 8 novembre 1999 - Etichetta: Parlophone/EMI, Hollywood Records                              | 5         | 77        | 2         | 9         | 5         | 7         | 25        | 8         | 19        | 4         | —         | - GB: 2x Platino - ARG: Platino - PB: Platino - AUT: Oro - GER: Oro - SPA: Oro - SVI: Oro |
| 2000 | The Platinum Collection - Pubblicato: 13 novembre 2000 - Etichetta: Parlophone/EMI, Hollywood Records                       | 2         | 4         | 3         | 1         | 5         | 3         | —         | 5         | 4         | 2         | 9         | - POL: Diamante - GB: 7x Platino - AUS: 2x Platino - FRA: 2x Platino - ITA 3x Platino - PB: 2x Platino - SPA: 2x Platino - US: 2× Platino - GER: Platino - FIN: Oro - SVI: Oro                                |
| 2006 | Stone Cold Classics - Pubblicato: 11 aprile 2006 - Etichetta: Hollywood Records                                             | —         | —         | —         | —         | —         | —         | —         | —         | —         | —         | —         | |
| 2009 | Absolute Greatest - Pubblicato: 16 novembre 2009 - Etichetta: Parlophone/EMI, Hollywood Records                             | 3         | 18        | 10        | 11        | 23        | 21        | 23        | 36        | 5         | 15        | 195       | - GB: 2x Platino - AUS: Oro - FRA: Oro - ITA: Oro - POL: Oro |
| 2011 | Deep Cuts, Volume 1 (1973-1976) - Pubblicato: 14 marzo 2011 - Etichetta: Island/Universal                                   | 92        | —         | —         | —         | —         | —         | —         | —         | —         | —         | —         | |
| 2011 | Deep Cuts, Volume 2 (1977-1982) - Pubblicato: 27 giugno 2011 - Etichetta: Island/Universal                                  | 175       | —         | —         | —         | —         | —         | 293       | —         | —         | —         | —         | |
| 2011 | Deep Cuts, Volume 3 (1984-1995) - Pubblicato: 5 settembre 2011 - Etichetta: Island/Universal                                | 155       | —         | —         | —         | —         | —         | —         | —         | —         | —         | —         | |
| 2013 | Icon - Pubblicato: 11 giugno 2013 - Etichetta: Hollywood Records                                                            | —         | —         | —         | —         | —         | —         | —         | —         | —         | —         | —         | |
| 2014 | Queen Forever - Pubblicato: 10 novembre 2014 - Etichetta: Virgin Records/EMI, Hollywood Records                             | 5         | 35        | 8         | 12        | 7         | 5         | 16        | 3         | 28        | 4         | 38        | - GB: Oro - GER: Oro - ITA: Oro - POL: Oro |
| 2016 | On Air - Pubblicato: 4 novembre 2016 - Etichetta: Virgin Records/EMI, Hollywood Records                                     | 25        | —         | 60        | 123       | 28        | 73        | —         | 48        | —         | 84        | —         | |
| 2018 | Bohemian Rhapsody: The Original Soundtrack - Pubblicato: 19 ottobre 2018 - Etichetta: Virgin Records/EMI, Hollywood Records | 3         | 1         | 6         | 7         | 8         | 3         | 1         | 4         | 21        | 2         | 2         | - ITA: 2x Platino - AUS: Platino - FRA: Platino - GB: Platino - JPN: Platino - POL: Platino - CAN: Oro - SPA: Oro - US: Oro                                                                                   |
| 2020 | Greatest Hits in Japan - Pubblicato: 15 gennaio 2020 - Etichetta: Universal Music Group                                     | —         | —         | —         | 129       | —         | —         | 7         | —         | —         | —         | —         | |

## Box set
- 1985 - The Complete Works
- 1998 - The Crown Jewels
- 2008 - The Singles Collection Volume 1
- 2009 - The Singles Collection Volume 2
- 2010 - The Singles Collection Volume 3
- 2010 - The Singles Collection Volume 4

## EP
- 1977 - Queen's First EP
- 1985 - Complete Vision
- 1993 - Five Live

## Bootleg
- 2020 - The Broadcast Collection 1977-1986 (Raccolta non ufficiale di 3 album dal vivo in 5 CD)
- 2022 - Unpublished Songs (raccolta di demo mai pubblicate prima)

## Singoli

### Anni '70
| Anno | Titolo                                | Posizione | Posizione | Posizione | Posizione | Posizione | Posizione | Posizione | Posizione | Posizione | Posizione | Posizione | Certificazioni                                      | Album di provenienza        |
| Anno | Titolo                                | GB        | AUS       | AUT       | FRA       | GER       | IRL       | ITA       | PB        | NZ        | SVI       | US        | Certificazioni                                      | Album di provenienza        |
| ---- | ------------------------------------- | --------- | --------- | --------- | --------- | --------- | --------- | --------- | --------- | --------- | --------- | --------- | --------------------------------------------------- | --------------------------- |
| 1973 | Keep Yourself Alive                   | —         | —         | —         | —         | —         | —         | —         | —         | —         | —         | —         |                                                     | Queen (1973)                |
| 1974 | Liar/Doing All Right                  | —         | —         | —         | —         | —         | —         | —         | —         | —         | —         | —         |                                                     | Queen (1973)                |
| 1974 | Seven Seas of Rhye                    | 10        | —         | —         | —         | —         | —         | —         | —         | —         | —         | —         |                                                     | Queen II (1974)             |
| 1974 | Killer Queen/Flick of the Wrist       | 2         | 24        | 10        | —         | 12        | 2         | —         | 3         | —         | —         | 12        | - ITA: Oro - GB: Oro - US: Oro                      | Sheer Heart Attack (1974)   |
| 1975 | Now I'm Here                          | 11        | —         | —         | —         | 25        | 14        | —         | 29        | —         | —         | —         |                                                     | Sheer Heart Attack (1974)   |
| 1975 | Bohemian Rhapsody                     | 1         | 1         | —         | 15        | 7         | 1         | 10        | 1         | 1         | 4         | 9         | - ITA: 4x Platino - GB: 2x Platino - US: 8x Platino | A Night at the Opera (1975) |
| 1976 | You're My Best Friend                 | 7         | 40        | —         | —         | —         | 3         | —         | 6         | —         | —         | 16        | - US: Platino                                       | A Night at the Opera (1975) |
| 1976 | Somebody to Love                      | 2         | 15        | —         | 54        | 21        | 6         | 29        | 1         | —         | —         | 13        | - ITA: Platino - GB: Platino - US: 2x Platino       | A Day at the Races (1976)   |
| 1977 | Tie Your Mother Down                  | 31        | 47        | —         | —         | —         | —         | —         | 10        | —         | —         | 49        |                                                     | A Day at the Races (1976)   |
| 1977 | Teo Torriatte (Let Us Cling Together) | —         | —         | —         | —         | —         | —         | —         | —         | —         | —         | —         |                                                     | A Day at the Races (1976)   |
| 1977 | Long Away                             | —         | —         | —         | —         | —         | —         | —         | —         | —         | —         | —         |                                                     | A Day at the Races (1976)   |
| 1977 | We Are the Champions/We Will Rock You | 2         | 8         | 12        | 1         | 13        | 3         | —         | 2         | 8         | —         | 4         | - ITA: Platino - GB: Platino - US: 3x Platino       | News of the World (1977)    |
| 1978 | Spread Your Wings                     | 34        | —         | —         | 31        | 29        | —         | —         | 26        | —         | —         | —         |                                                     | News of the World (1977)    |
| 1978 | It's Late                             | —         | —         | —         | —         | —         | —         | —         | —         | —         | —         | 74        |                                                     | News of the World (1977)    |
| 1978 | Bicycle Race/Fat Bottomed Girls       | 11        | 25        | 21        | 7         | 27        | 10        | —         | 5         | 20        | —         | 24        | - GB: Oro - US: 2x Platino                          | Jazz (1978)                 |
| 1979 | Don't Stop Me Now                     | 9         | —         | —         | 49        | 35        | 10        | —         | 16        | —         | —         | 86        | - ITA: 3x Platino - GB: 2x Platino - US: 3x Platino | Jazz (1978)                 |
| 1979 | Jealousy                              | —         | —         | —         | —         | —         | —         | —         | —         | —         | —         | —         |                                                     | Jazz (1978)                 |
| 1979 | Mustapha                              | —         | —         | —         | —         | —         | —         | —         | —         | —         | —         | —         |                                                     | Jazz (1978)                 |
| 1979 | Love of My Life (Live)                | 63        | —         | —         | —         | —         | —         | —         | —         | —         | —         | —         |                                                     | Live Killers (1979)         |
| 1979 | We Will Rock You (Live)               | —         | —         | —         | —         | —         | —         | —         | —         | —         | —         | —         |                                                     | Live Killers (1979)         |
| 1979 | Crazy Little Thing Called Love        | 2         | 1         | 9         | 24        | 13        | 2         | —         | 1         | 2         | 5         | 1         | - ITA: Oro - GB: Oro - US: Platino                  | The Game (1980)             |

### Anni '80
| Anno | Titolo                                   | Posizione | Posizione | Posizione | Posizione | Posizione | Posizione | Posizione | Posizione | Posizione | Posizione | Posizione | Certificazioni                                   | Album di provenienza   |
| Anno | Titolo                                   | GB        | AUS       | AUT       | FRA       | GER       | IRL       | ITA       | PB        | NZ        | SVI       | US        | Certificazioni                                   | Album di provenienza   |
| ---- | ---------------------------------------- | --------- | --------- | --------- | --------- | --------- | --------- | --------- | --------- | --------- | --------- | --------- | ------------------------------------------------ | ---------------------- |
| 1980 | Save Me                                  | 11        | 76        | —         | —         | 42        | 8         | —         | 6         | —         | —         | —         |                                                  | The Game (1980)        |
| 1980 | Play the Game                            | 14        | 85        | —         | 41        | 40        | 9         | 12        | 10        | —         | 8         | 42        |                                                  | The Game (1980)        |
| 1980 | Another One Bites the Dust               | 7         | 5         | 6         | 22        | 6         | 4         | 10        | 11        | 2         | 8         | 1         | - ITA: 3x Platino - GB: Platino - US: 4x Platino | The Game (1980)        |
| 1980 | Need Your Loving Tonight                 | —         | —         | —         | —         | —         | —         | —         | —         | —         | —         | 44        |                                                  | The Game (1980)        |
| 1980 | Flash                                    | 10        | 16        | 1         | 11        | 3         | 10        | 2         | 13        | 32        | —         | 42        | - GB: Argento                                    | Flash Gordon (1980)    |
| 1981 | Under Pressure (con David Bowie)         | 1         | 6         | 10        | 20        | 21        | 2         | 29        | 1         | 6         | 10        | 29        | - ITA: 2x Platino - GB: Platino - US: 2x Platino | Hot Space (1982)       |
| 1982 | Body Language                            | 25        | 23        | 11        | 58        | 27        | 13        | 16        | 4         | 19        | —         | 11        |                                                  | Hot Space (1982)       |
| 1982 | Las palabras de amor (The Words of Love) | 17        | —         | —         | —         | 68        | 10        | —         | 18        | —         | 13        | —         |                                                  | Hot Space (1982)       |
| 1982 | Calling All Girls                        | —         | —         | —         | —         | —         | —         | —         | —         | —         | —         | 60        |                                                  | Hot Space (1982)       |
| 1982 | Staying Power                            | —         | —         | —         | —         | —         | —         | —         | —         | —         | —         | —         |                                                  | Hot Space (1982)       |
| 1982 | Back Chat                                | 40        | —         | —         | —         | 69        | 19        | —         | —         | —         | —         | —         |                                                  | Hot Space (1982)       |
| 1984 | Radio Ga Ga                              | 2         | 2         | 2         | 24        | 2         | 1         | 2         | 2         | 4         | 3         | 16        | - ITA: Platino - GB: Oro                         | The Works (1984)       |
| 1984 | I Want to Break Free                     | 3         | 8         | 1         | 9         | 4         | 2         | —         | 1         | 6         | 2         | 45        | - ITA: Platino - GB: Platino - US: Platino       | The Works (1984)       |
| 1984 | It's a Hard Life                         | 6         | 65        | —         | —         | 26        | 2         | —         | 20        | 30        | —         | 72        |                                                  | The Works (1984)       |
| 1984 | Hammer to Fall                           | 13        | 69        | —         | —         | —         | 10        | —         | —         | —         | —         | —         | - GB: Argento                                    | The Works (1984)       |
| 1984 | Thank God It's Christmas                 | 21        | —         | 21        | —         | 57        | 8         | —         | 31        | —         | —         | —         |                                                  | /                      |
| 1985 | One Vision                               | 7         | 35        | —         | 76        | 26        | 5         | 37        | 21        | —         | 24        | 61        |                                                  | A Kind of Magic (1986) |
| 1986 | A Kind of Magic                          | 3         | 25        | 12        | 5         | 6         | 4         | —         | 5         | 23        | 4         | 42        | - ITA: Oro - GB: Argento                         | A Kind of Magic (1986) |
| 1986 | Princes of the Universe                  | —         | 32        | —         | —         | —         | —         | —         | —         | —         | —         | —         |                                                  | A Kind of Magic (1986) |
| 1986 | Friends Will Be Friends                  | 14        | —         | —         | —         | 20        | 4         | 49        | 16        | 50        | 19        | —         |                                                  | A Kind of Magic (1986) |
| 1986 | Pain Is So Close to Pleasure             | —         | —         | —         | —         | 57        | —         | —         | 43        | —         | —         | —         |                                                  | A Kind of Magic (1986) |
| 1986 | Who Wants to Live Forever                | 24        | —         | —         | 52        | 15        | 48        | 49        | 29        | —         | —         | —         | - ITA: Oro - GB: Argento                         | A Kind of Magic (1986) |
| 1986 | One Year of Love                         | —         | —         | —         | —         | —         | —         | —         | —         | —         | —         | —         |                                                  | A Kind of Magic (1986) |
| 1989 | I Want It All                            | 3         | 10        | 11        | —         | 9         | 3         | 4         | 2         | 3         | 8         | 50        | - ITA: Oro - GB: Argento                         | The Miracle (1989)     |
| 1989 | Breakthru                                | 7         | 45        | —         | —         | 24        | 6         | 24        | 6         | 45        | 28        | —         |                                                  | The Miracle (1989)     |
| 1989 | The Invisible Man                        | 12        | —         | —         | —         | 31        | 10        | 21        | 6         | 15        | 30        | —         |                                                  | The Miracle (1989)     |
| 1989 | Scandal                                  | 25        | —         | —         | —         | —         | 14        | —         | 12        | —         | —         | —         |                                                  | The Miracle (1989)     |
| 1989 | The Miracle                              | 21        | —         | —         | —         | 78        | 23        | —         | 16        | —         | —         | —         |                                                  | The Miracle (1989)     |

### Anni '90
| Anno | Titolo                                                         | Posizione | Posizione | Posizione | Posizione | Posizione | Posizione | Posizione | Posizione | Posizione | Posizione | Posizione | Certificazioni                         | Album di provenienza     |
| Anno | Titolo                                                         | GB        | AUS       | AUT       | FRA       | GER       | IRL       | ITA       | PB        | NZ        | SVI       | US        | Certificazioni                         | Album di provenienza     |
| ---- | -------------------------------------------------------------- | --------- | --------- | --------- | --------- | --------- | --------- | --------- | --------- | --------- | --------- | --------- | -------------------------------------- | ------------------------ |
| 1991 | Innuendo                                                       | 1         | 28        | 12        | —         | 5         | 4         | 4         | 4         | 10        | 3         | —         | - GB: Argento                          | Innuendo (1991)          |
| 1991 | I'm Going Slightly Mad                                         | 22        | —         | —         | —         | 42        | 19        | —         | 20        | —         | —         | —         |                                        | Innuendo (1991)          |
| 1991 | Headlong                                                       | 14        | —         | —         | —         | —         | 25        | —         | 43        | —         | —         | —         |                                        | Innuendo (1991)          |
| 1991 | The Show Must Go On                                            | 16        | 75        | —         | 2         | 7         | 17        | 10        | 6         | 20        | 11        | —         | - ITA: Platino - GB: Argento - US: Oro | Innuendo (1991)          |
| 1991 | Bohemian Rhapsody/ These Are the Days of Our Lives             | 1         | 5         | 8         | 15        | 16        | 1         | —         | 1         | 16        | 8         | 2         | - GB: Argento                          | Innuendo (1991)          |
| 1995 | Heaven for Everyone                                            | 2         | 15        | 4         | 8         | 15        | 7         | 4         | 2         | 25        | 9         | —         | - GB: Argento                          | Made in Heaven (1995)    |
| 1995 | A Winter's Tale                                                | 6         | 71        | 23        | —         | 62        | 23        | 19        | 16        | —         | 28        | —         |                                        | Made in Heaven (1995)    |
| 1995 | Too Much Love Will Kill You                                    | 15        | —         | —         | —         | —         | 28        | —         | —         | —         | —         | —         |                                        | Made in Heaven (1995)    |
| 1996 | I Was Born to Love You                                         | —         | —         | —         | —         | —         | —         | —         | —         | —         | —         | —         |                                        | Made in Heaven (1995)    |
| 1996 | Let Me Live                                                    | 9         | —         | —         | —         | 67        | —         | —         | 28        | —         | —         | —         |                                        | Made in Heaven (1995)    |
| 1996 | You Don't Fool Me                                              | 17        | —         | 23        | 14        | 26        | 23        | 25        | 22        | —         | 27        | —         |                                        | Made in Heaven (1995)    |
| 1997 | No-One but You (Only the Good Die Young)/ Tie Your Mother Down | 13        | —         | —         | —         | 75        | —         | 23        | 33        | —         | —         | —         |                                        | Queen Rocks (1997)       |
| 1999 | Under Pressure (Rah Mix) (con David Bowie)                     | 14        | —         | —         | —         | —         | —         | 6         | 21        | —         | —         | —         |                                        | Greatest Hits III (1999) |
| 1999 | Thank God It's Christmas                                       | —         | —         | —         | —         | —         | —         | —         | —         | —         | —         | —         |                                        | Greatest Hits III (1999) |

### Anni 2010
| Anno | Titolo                                                                           | Posizione | Posizione | Posizione | Certificazioni | Album di provenienza |
| Anno | Titolo                                                                           | GB        | FRA       | US Rock   | Certificazioni | Album di provenienza |
| ---- | -------------------------------------------------------------------------------- | --------- | --------- | --------- | -------------- | -------------------- |
| 2014 | Let Me in Your Heart Again                                                       | 102       | 133       | 47        |                | Queen Forever        |
| 2014 | There Must Be More to Life Than This (Queen & Michael Jackson/William Orbit Mix) | —         | —         | —         |                | Queen Forever        |
| 2014 | Love Kills(The Ballad)                                                           | —         | —         | —         |                | Queen Forever        |

## Videografia

### VHS
| Anno | Titolo                                       |
| ---- | -------------------------------------------- |
| 1981 | Greatest Flix                                |
| 1982 | Live in Japan                                |
| 1984 | We Will Rock You                             |
| 1984 | The Works Video EP                           |
| 1985 | Live in Rio                                  |
| 1986 | Who Wants to Live Forever                    |
| 1987 | Hungarian Rhapsody: Live in Budapest         |
| 1987 | Magic Years Vol.1,2 & 3                      |
| 1989 | Rare Live - A Concert Through Time and Space |
| 1989 | The Miracle Video EP                         |
| 1990 | Queen Live at Wembley                        |
| 1992 | Greatest Flix II                             |
| 1992 | Live at The Rainbow                          |
| 1992 | The Freddie Mercury Tribute Concert          |
| 1995 | Champions of the World                       |
| 1996 | Made in Heaven - The films                   |
| 1997 | Queen Rocks - The Video                      |
| 2000 | Greatest Flix III                            |

### Album video
| Data pubblicazione | Titolo                                    | Etichetta       | Posizioni in classifica |
| ------------------ | ----------------------------------------- | --------------- | --- |
| 30 ottobre 2001    | We Will Rock You                          | Hollywood (USA) | (2x platino) |
| Aprile 2002        | The Freddie Mercury Tribute Concert       | Hollywood (USA) | numero 1: , numero 5: |
| 12 ottobre 2002    | Greatest Video Hits 1                     | Hollywood (USA) | numero 1: , (platino, 100.000); numero 2: , ; numero 3: |
| 2003               | Made in Heaven - The Films                |                 | |
| 17 giugno 2003     | Queen Live at Wembley Stadium             | Hollywood (USA) | numero 1: , (11x platino, 44.000 copie), , (4x platino, 200.000); numero 2: , ; numero 3: , ; numero 4: , ; #?("diamond" 100,000 copie): (5x platino, 500.000 copie)      |
| 25 novembre 2003   | Greatest Video Hits 2                     | Hollywood (USA) | numero 1: , (2x platino, 100.000); numero 2: ; numero 4: , |
| 28 aprile 2004     | Jewels                                    | (Solo Giappone) | numero 1: |
| 7 giugno 2004      | We Are the Champions: Final Live in Japan | (Solo Giappone) | numero 1: |
| 25 ottobre 2004    | Queen on Fire - Live at the Bowl          | Hollywood (USA) | numero 1: , (4 settimane), , (2 settimane, 3x platino, 150.000); numero 2: , (2x platino, 8.000); numero 4: ; numero 5: ; #?(3x Platino 60,000 copie): (platino, 100.000) |
| 20 marzo 2006      | The Making of A Night at the Opera        |                 | # 3: † |
| 29 ottobre 2007    | Queen Rock Montréal & Live Aid            |                 | |
| 8 settembre 2014   | Live at the Rainbow '74                   |                 | |
| 20 novembre 2015   | A Night at the Odeon – Hammersmith 1975   | Hollywood (USA) | |

### Video musicali
I Queen sono stati una delle primissime band a studiare l'uso del videoclip per promuovere i propri singoli. Il primo videoclip realizzato dal gruppo londinese fu per Bohemian Rhapsody nel 1975, che viene considerato uno dei primi della storia. Nel corso degli anni la band ha utilizzato molto questa forma di comunicazione, in particolare per Somebody to Love, Don't Stop Me Now, Under Pressure e Another One Bites the Dust.
Uno dei video più famosi è quello realizzato per I Want to Break Free, dove, su consiglio della fidanzata del batterista Roger Taylor, i componenti del gruppo si sono travestiti da donna per creare una parodia della soap opera inglese Coronation Street. Questa clip è stata bandita da MTV in USA, provocando la fine dei concerti dei Queen negli Stati Uniti.
Moltissimi video del gruppo raccolgono immagini live dello stesso brano (come in Keep Yourself Alive, Liar, Hammer to Fall), oppure alcuni momenti live del gruppo, insieme a vecchi videoclip fatti nel corso della loro carriera (come in Too Much Love Will Kill You, The Show Must Go On). These Are the Days of Our Lives, del 1991, è l'ultimo video in cui compare l'intera band: Freddie Mercury al termine del brano, dice I Still Love You prima di sparire dall'immagine.
- Keep Yourself Alive (1973, da Queen)
- Liar (1973, da Queen)
- Seven Seas of Rhye (1974, da Queen II - registrato a Top of the Pops)
- Killer Queen (1974, da Sheer Heart Attack - registrato a Top of the Pops) rifatto con una seconda versione nel 1981.
- Now I'm Here (1974, da Sheer Heart Attack)
- Bohemian Rhapsody (1975, da A Night at the Opera) 2 versioni, con inizio video diverso
- You're My Best Friend (1975-1976, da A Night at the Opera)
- Somebody to Love (1976, da A Day at the Races)
- Good Old-Fashioned Lover Boy (1976, da A Day at the Races - registrato a Top of the Pops)
- Tie Your Mother Down (1976-1977, da A Day at the Races)
- We Will Rock You (1977, da News of the World)
- We Are the Champions (1977, da News of the World)
- Spread Your Wings (1977-1978, da News of the World)
- Bicycle Race (1978, da Jazz) Cut diversi di più video promozionali.
- Fat Bottomed Girls (1978, da Jazz)
- Don't Stop Me Now (1978-1979, da Jazz)
- Love of My Life (1979, da Live Killers)
- Crazy Little Thing Called Love (1979, da The Game)
- Save Me (1979-1980, da The Game)
- Play the Game (1980, da The Game)
- Another One Bites the Dust (1980, da The Game)
- Flash (1980, da Flash Gordon OST)
- Killer Queen (1981, rifatto con una seconda versione Regista: Brian Grant)
- Under Pressure (con David Bowie) (1981, da Hot Space)
- Las Palabras De Amor (The Words of Love) (1982, da Hot Space)
- Body Language (1982, da Hot Space)
- Back Chat (1982, da Hot Space)
- Calling All Girls (1982, da Hot Space)
- Staying Power (live) (1982, da Hot Space)
- Back Chat (1982, da Hot Space) Cut diverso.
- Radio Ga Ga (1984, da The Works)
- I Want to Break Free (1984, da The Works)
- It's a Hard Life (1984, da The Works)
- Hammer to Fall (1984, da The Works)
- I Was Born to Love you (1985, Regista: David Mallet, ripreso dai Queen e tagliato diversamente dagli stessi, da Made In Heaven)
- Made in Heaven (1985, Regista: David Mallet, ripreso dai Queen e tagliato diversamente dagli stessi, da Made In Heaven)
- Living on My Own (1985, Registi: Hannes Rossacher e Rudolph "Rudi" Dolezal, ripreso dai Queen e tagliato diversamente dagli stessi, da Greatest Hits III)
- One Vision (1985, da A Kind of Magic)
- Princes of the Universe (1986, da A Kind of Magic)
- A Kind of Magic (1986, da A Kind of Magic)
- Who Wants to Live Forever (1986, da A Kind of Magic)
- Friends Will Be Friends (1986, da A Kind of Magic)
- I Want It All (1989, da The Miracle)
- Breakthru (1989, da The Miracle)
- The Invisible Man (1989, da The Miracle)
- Scandal (1989, da The Miracle)
- The Miracle (1989, da The Miracle)
- Innuendo (1990-1991, da Innuendo)
- I'm Going Slightly Mad (1991, da Innuendo)
- Headlong (1991, da Innuendo)
- These Are the Days of Our Lives (1991, da Innuendo)
- The Show Must Go On (1991, da Innuendo)
- Heaven For Everyone (UK Version) (1995, da Made In Heaven)
- Heaven For Everyone (US Version) (1995, da Made In Heaven)
- A Winter's Tale (1995, da Made In Heaven)
- You Don't Fool Me (1995, da Made In Heaven)
- Let Me Live (1996, da Made In Heaven)
- Too Much Love Will Kill You (1996, da Made In Heaven)
- No-One But You (Only The Good Die Young) (1997, da Queen Rocks)
- Under Pressure (Rah Mix) (1999, da Greatest Hits III)
- The Show Must Go On (Queen + Elton John) (1999, da Greatest Hits III)
- Say It's not True (Queen + Paul Rodgers) (2007) (2008, da The Cosmos Rocks)
- Let me in your heart again (2014, da Queen Forever)

## Demo e brani mai realizzati
Di seguito l'elenco delle canzoni demo dei Queen. Quasi tutte sono state trapelate online.
 Queen (1973) 
- Feelings
- Hangman
- Polar Bear
- Rock And Roll Medley

 Sheer Heart Attack (1974) 
- Carousel

 A Night At The Opera or A Day At The Races (1975) 
- Woe

 News Of The World (1977) 
- Batteries Not Included
- Feelings, Feelings
- Silver Salmon (probabile)

The Game (1980)
- Sandbox

Hot Space (1982)
- Feel Like
- Victory

The Works (1984)
- Back To Storm
- Little Boogie

A Kind Of Magic (1986)
- Battle Scene
- Friends In Pain
- You Are The Only One

The Miracle (1989)
- A New Life Is Born
- Brother Of Mine
- Dog With A Bone (conosciuta anche come 'Goodtimes')
- Face It Alone
- I Guess We're Falling Out

Innuendo (1991)
- Affairs
- Assassin
- Face It Alone
- Grand Dame
- My Secret Fantasy
- Robbery
- Self Made Man

 Singoli 
- The Call (2003)